# Подснежник Элвиса
Подсне́жник Э́лвиса (лат. Galanthus elwesii) — вид растений из рода Подснежник семейства Амариллисовые (Amaryllidaceae).
Вид назван в честь Генри Джона Элвиса (1846—1922), английского ботаника и энтомолога, который открыл это растение в Турции в 1874 году.

## Ботаническое описание
Луковица 2,5—3 см длиной и 1,8—2,2 см в диаметре; влагалище до 5 см длиной.
Листья зелёные, сизые, 7—10 см длиной и 1,5—3 см шириной, с клобучком на верхушке.
Цветонос 10—13 см длиной; крыло 3—3,5 см длиной; цветоножка 2—2,5 см длиной. Наружные листочки околоцветника широко-обратнояйцевидные, около 2 см длиной, 1,3 см шириной; внутренние продолговатые, слегка расширяющиеся вверху, 1,1 см длиной и около 0,6 см шириной, с зелёным пятном вокруг выемки у верхушки и у основания. Тычинки около 0,7 см длиной, пыльники с остриём.
Число хромосом 2n=24, 48.

## Распространение
Ранее считалось, что Ареал вида включает юг Украины, юг Молдовы, Болгарию, север, юг и запад Турции, восточную часть территории бывшей Югославии, а также греческие острова Эгейского моря.
Последние исследования показали, что растения произрастающие в Одесской области и в Молдавии относятся к иному виду Подснежник греческий (Galanthus graecus).

## Использование
Культивируется в садах в качестве декоративного растения.